# Nu blåser vi snuten 3
Nu blåser vi snuten 3 (originaltitel: Smokey and the Bandit part 3) är en amerikansk actionkomedifilm från 1983 och regisserad av Dick Lowry och är och en uppföljare till Nu Blåser vi snuten (1977) och  Nu blåser vi snuten igen (1980) med Jackie Gleason, Jerry Reed, Paul Williams, Pat McCormick, Mike Henry och Colleen Camp. Filmen innehåller också ett porträtt nära filmens slut av den ursprungliga Banditen, Burt Reynolds.
Med budgeten för en TV-film, som var ungefär dubbelt så mycket som den budget som användes för den första delen, är många action- och komiska scener upprepade av scener från de två tidigare Nu blåser vi snuten-filmerna. Filmen fick negativa recensioner.